# Tyreoliberyna
Tyreoliberyna, hormon uwalniający tyreotropinę, TRH, TRF – organiczny związek chemiczny będący hormon peptydowy pobudzającym przysadkę mózgową do wydzielania tyreotropiny.
Dopamina hamuje jej wydzielanie, a noradrenalina pobudza. Tyreoliberyna jest wytwarzana i uwalniana przez podwzgórze do naczyń układu wrotnego przysadki mózgowej i działa na jej przedni płat. Poza tym tyreoliberyna zwiększa zawartość adrenaliny i noradrenaliny we krwi.

## Działania niepożądane
- hipotensja
- nudności i wymioty
- duszność
- drgawki
- odczyny alergiczne

## Wskazania
- w diagnostyce do oceny wydzielania tyreotropiny przez przysadkę
- w połączeniu z gonadoreliną(inne języki) w celu oceny czynności wydzielniczej przysadki

## Preparaty
- Relefact TRH (fiolki 0,2 mg)